# Kusza (stacja kolejowa)
Kusza (ros. Куша) – stacja kolejowa w miejscowości Kusza, w rejonie oneskim, w obwodzie archangielskim, w Rosji. Położona jest na linii Biełomorsk – Obozierskij.